# St. Bartholomäus (Thannhausen)

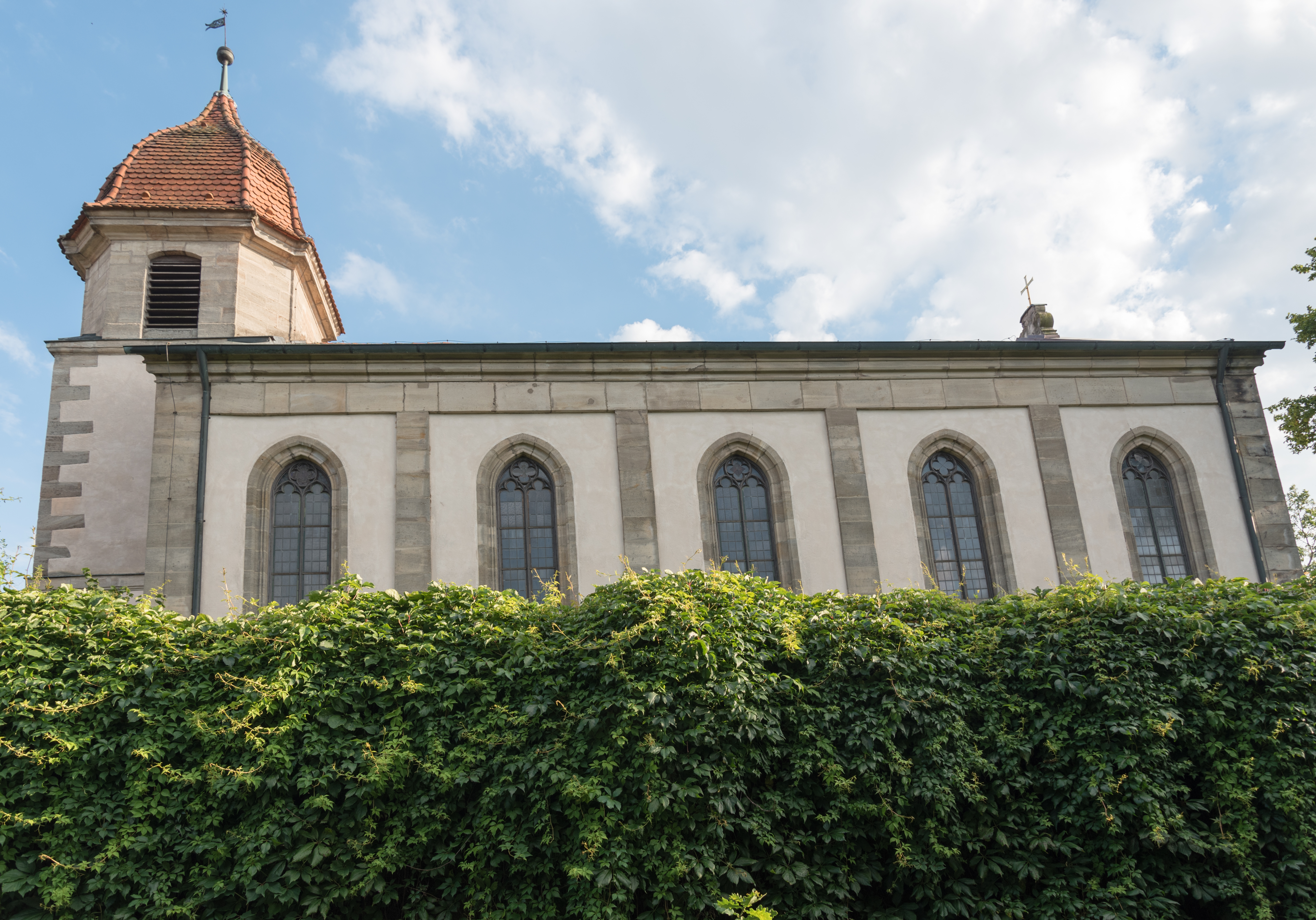
St. Bartholomäus (Thannhausen), Bild aufgenommen 2016

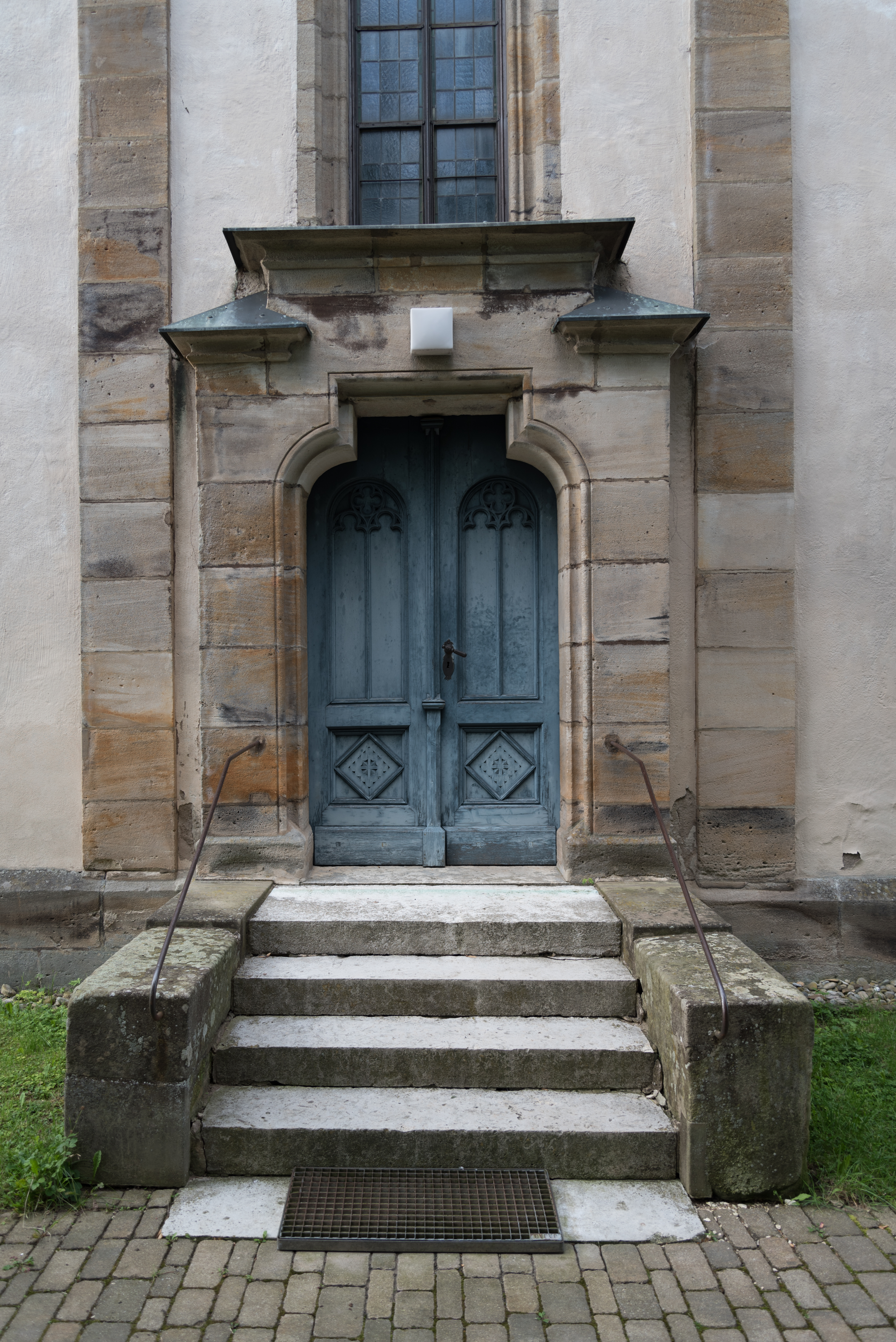
Kirchenportal

Die denkmalgeschützte, evangelisch-lutherische Filialkirche St. Bartholomäus steht in Thannhausen, einem Gemeindeteil der bayerischen Gemeinde Pfofeld im mittelfränkischen Landkreis Weißenburg-Gunzenhausen. Die Kirche ist unter der Denkmalnummer D-5-77-159-22 als Baudenkmal in der Bayerischen Denkmalliste eingetragen. Die mittelalterlichen und frühneuzeitlichen untertägigen Bestandteile der Kirche sind zusätzlich als Bodendenkmal (Nummer: D-5-6831-0157) eingetragen. Die Kirche ist nach dem Apostel Bartholomäus benannt. Das Bauwerk mit der postalischen Adresse Thannhausen 20 steht umgeben von weiteren, denkmalgeschützten Bauwerken am Rande des Thannhauser Ortskerns in Ortsrandlage innerhalb des Dorffriedhofes auf einer Höhe von 434 m ü. NHN. Die Kirche gehört zur Pfarrei von St. Michael im Dekanat Gunzenhausen im Kirchenkreis Ansbach-Würzburg der Evangelisch-Lutherischen Kirche in Bayern.

## Beschreibung
Im Jahr 1723 wurde der baufällige Chorturm aus dem Jahr 1470 zu zwei Dritteln abgetragen. Sein heutiges Aussehen mit einer Glockenhaube, einem quadratischen Geschoss, das die Turmuhr und einem achteckigen, das den Glockenstuhl beherbergt, erhielt er 1725 nach einem Entwurf von Carl Friedrich von Zocha. Das neugotische, mit einem Satteldach bedeckte Langhaus aus fünf Achsen der Saalkirche wurde 1865 bis 1869 nach den Plänen des Gunzenhäuser Architekten Gustav Renner erbaut. 
Das Taufbecken und die Kanzel wurden aus der Vorgängerkirche von 1470 übernommen. 1810 wurde der Altar aus der Wallfahrtskirche Heiligenblut gekauft. Das Altarbild wurde 1884 vom bayerischen Königshaus gestiftet.